# アシハテ・クリムバ
アシハテ・クリムバイ（カザフ語: اسقات كەرىمباي ۇلى /Асхат Керімбай、中国語: 艾斯海提・克里木拜、Ashat Kerimbay、1947年11月23日 - ）は、中華人民共和国の官僚・政治家。カザフ族。元中国人民政治協商会議新疆ウイグル自治区委員会主席。中国共産党第15期中央委員会候補委員。中国共産党第16期、第17期中央委員会委員。第10回全国政治協商会議委員。第12期全国人民代表大会常務委員会委員。

## 経歴
1947年11月23日、新疆省グルジャ県で生まれる。1965年、新疆大学数学系に入学した。1970年を卒業。1970年8月、中国人民解放軍に入隊。1972年5月、グルジャ県牧場幹事、同県文化教育局幹事に就任。1975年11月に中国共産党入党。1976年10月、イリ地区（現在のイリ・カザフ自治州）党委員会組織部幹事に転任。1983年12月、同部副部長に昇格。1984年12月、イリ地区行政公署副専員に転任。1987年3月、伊犁師範学院党委員会書記に任命。1988年5月、イリ・カザフ自治州州長兼党委員会副書記に就任。1993年1月、新疆ウイグル自治区人民政府副主席に就任。1996年2月、新疆ウイグル自治区党委員会副書記を兼務。同年4月に新疆ウイグル自治区人民政府副主席を解任された。2003年1月には中国人民政治協商会議新疆ウイグル自治区委員会主席を兼任する。